# Stan Cullis
Stan Cullis, all'anagrafe Stanley Cullis (Ellesmere Port, 25 ottobre 1916 – Malvern, 28 febbraio 2001), è stato un allenatore di calcio e calciatore inglese, di ruolo difensore.

## Carriera

### Giocatore

#### Club
Cresciuto calcisticamente nella squadra della sua città natale, Cullis entrò a far parte dei Wolverhampton Wanderers a 17 anni, dopo aver rifiutato un provino offertogli dai Bolton Wanderers: firmò un contratto da professionista meno di una settimana dopo il suo arrivo. Un anno dopo l'esordio nelle giovanili, divenne capitano delle squadra delle riserve: il debutto con la prima squadra non si fece attendere e arrivò il 16 febbraio 1935, nella sconfitta dei Wolves contro l'Huddersfield Town per 3-2. 
Dovette attendere fino alla stagione successiva per diventare titolare, sostituendo nel ruolo Bill Morris, e diventò capitano poco prima del suo ventesimo compleanno.
Cullis contribuì a far diventare la squadra una delle migliori d'Inghilterra, arrivando al secondo posto nel campionato 1937-1938 (dietro l'Arsenal) e nel 1938-1939: in quest'ultima, i Wolves ebbero l'opportunità di vincere il double (campionato e FA Cup) ma, a causa di un finale di stagione non brillantissimo (solo 5 vittorie nelle ultime 11 partite), il campionato fu vinto dall'Everton con 5 punti di vantaggio sulla squadra di Cullis. In FA Cup invece i Wolves raggiunsero la finale, ma vennero sconfitti per 4-1 dal Portsmouth: la squadra diventò così la prima formazione inglese ad aggiudicarsi il double horror (in italiano "doppio orrore", derivante dal fatto di essere arrivati secondi nelle due competizioni più importanti della stagione).
Lo scoppio della Seconda guerra mondiale gli fece perdere gli anni migliori della sua carriera da calciatore: in quegli anni ricoprì il ruolo di preparatore atletico sia in Inghilterra che in Italia, inoltre marcò ulteriori 34 presenze nel periodo di guerra con i Wolves (in competizioni regionali minori) e giocò come ospite nell'Aldershot, nel Fulham e nel Liverpool. Subito dopo la guerra, allenò brevemente il Fredrikstad nel 1946.
Quando il calcio professionistico riprese le sue attività in Inghilterra nella stagione 1946-1947, Cullis giocò solo una stagione per i Wolves, nella quale la squadra perse nuovamente la possibilità di conquistare il campionato; nella stessa stagione l'inglese annunciò il suo ritiro a causa di un grave infortunio alla testa, dopo aver collezionato complessivamente 171 presenze con la maglia del club, e diventò assistente del manager Ted Vizard.

#### Nazionale
Cullis venne anche convocato per la Nazionale inglese, facendo il suo debutto internazionale il 23 ottobre 1937 nella vittoria per 5-1 contro l'Irlanda del Nord. A causa della guerra, fece solo 12 presenze ufficiali (di cui una come capitano) ma ne marcò altre 20 in incontri internazionali durante la guerra (di cui 10 come capitano).
Le presenze sarebbero potute essere 13 in nazionale, se Cullis non avesse fatto un gesto che venne inizialmente punito, ma successivamente ricordato negli annali. In una partita della Nazionale inglese contro la Germania giocata a Berlino il 14 maggio 1938, Cullis, unico tra tutti i compagni, si rifiutò di fare il saluto nazista davanti al führer Adolf Hitler: per questo, Cullis venne escluso dalla squadra che vinse la partita per 6-3.

### Allenatore
Nel giugno 1948, all'età di 31 anni, Cullis divenne allenatore dei Wolverhampton Wanderers e divenne artefice dell'era più vincente nella storia della squadra. Nella sua prima stagione in carica, divenne il più giovane allenatore a vincere la FA Cup nello stadio di Wembley, dove i Wolves sconfissero il Leicester City conquistando così un importante trofeo che mancava dal 1908. Cinque anni più tardi, i Wanderers sconfissero i rivali del West Bromwich Albion conquistando il campionato 1953-1954.
La squadra di Cullis restituì l'orgoglio al calcio inglese (perso a causa della pesante sconfitta della Nazionale ad opera dell'Ungheria) sconfiggendo i campioni nazionali magiari dell'Honvéd in amichevole per 3-2 il 13 dicembre 1954: la squadra fu nominata "campione del mondo". Questa ed altre amichevoli internazionali diedero poi lo spunto per la nascita delle competizioni europee ed in particolar modo della Coppa dei Campioni.
Cullis guidò i Wolves alla vittoria di due ulteriori campionati, nel 1957-1958 e nel 1958-1959, mancando la tripletta nel 1959-1960 arrivando secondi ad un punto dietro il Burnley: nella stessa stagione la squadra vinse la FA Cup evitando così il ripetersi del double horror verificatosi nel 1939 e sancendo la presenza dei Wolves tra le squadre più forti del periodo. Negli anni '60 i Wanderers cominciarono a decadere e Cullis fu esonerato a sorpresa nel settembre 1964, quando dichiarò che si sarebbe ritirato dal calcio rifiutando un'offerta della Juventus.
Dopo un breve periodo in cui lavorò come rappresentante, ritornò al calcio come allenatore del Birmingham City nel dicembre 1965, in seconda divisione, ma non riuscì a ripetere il successo raggiunto con i Wolves: si ritirò (questa volta definitivamente) dal mondo del calcio nel marzo 1970.

## Morte
Dopo il ritiro aprì un'agenzia di viaggi a Malvern, città che lo aveva adottato negli ultimi anni e nella quale morì il 28 febbraio 2001 ad 84 anni.
Gli furono dedicati diversi tributi, tra i quali la dedica di una tribuna nello stadio dei Wolverhampton Wanderers, il Molineux Stadium, e l'introduzione nel 2003 nella Hall of Fame del calcio inglese, in riconoscimento del suo lavoro come manager.

## Statistiche

### Presenze e reti nei club
| Stagione             | Squadra              | Campionato           | Campionato | Campionato | Coppe nazionali | Coppe nazionali | Coppe nazionali | Coppe continentali | Coppe continentali | Coppe continentali | Altre coppe | Altre coppe | Altre coppe | Totale | Totale |
| Stagione             | Squadra              | Comp                 | Pres       | Reti       | Comp            | Pres            | Reti            | Comp               | Pres               | Reti               | Comp        | Pres        | Reti        | Pres   | Reti   |
| -------------------- | -------------------- | -------------------- | ---------- | ---------- | --------------- | --------------- | --------------- | ------------------ | ------------------ | ------------------ | ----------- | ----------- | ----------- | ------ | ------ |
| 1934-1935            | Wolverhampton        | FD                   | 3          | 0          | FACup           | 0               | 0               | -                  | -                  | -                  | -           | -           | -           | 3      | 0      |
| 1935-1936            | Wolverhampton        | FD                   | 12         | 0          | FACup           | 0               | 0               | -                  | -                  | -                  | -           | -           | -           | 12     | 0      |
| 1936-1937            | Wolverhampton        | FD                   | 24         | 0          | FACup           | 7               | 0               | -                  | -                  | -                  | -           | -           | -           | 31     | 0      |
| 1937-1938            | Wolverhampton        | FD                   | 36         | 0          | FACup           | 2               | 0               | -                  | -                  | -                  | -           | -           | -           | 38     | 0      |
| 1938-1939            | Wolverhampton        | FD                   | 40         | 0          | FACup           | 6               | 0               | -                  | -                  | -                  | -           | -           | -           | 46     | 0      |
| 1939-1940            | Wolverhampton        | FD                   | 0          | 0          | FACup           | 0               | 0               | -                  | -                  | -                  | -           | -           | -           | 0      | 0      |
| 1946-1947            | Wolverhampton        | FD                   | 37         | 0          | FACup           | 3               | 0               | -                  | -                  | -                  | -           | -           | -           | 40     | 0      |
| Totale Wolverhampton | Totale Wolverhampton | Totale Wolverhampton | 152        | 0          |                 | 18              | 0               |                    | -                  | -                  |             | -           | -           | 170    | 0      |

### Cronologia presenze e reti in nazionale
| Cronologia completa delle presenze e delle reti in nazionale ― Inghilterra | Cronologia completa delle presenze e delle reti in nazionale ― Inghilterra | Cronologia completa delle presenze e delle reti in nazionale ― Inghilterra | Cronologia completa delle presenze e delle reti in nazionale ― Inghilterra | Cronologia completa delle presenze e delle reti in nazionale ― Inghilterra | Cronologia completa delle presenze e delle reti in nazionale ― Inghilterra | Cronologia completa delle presenze e delle reti in nazionale ― Inghilterra | Cronologia completa delle presenze e delle reti in nazionale ― Inghilterra |
| Data                                                                       | Città                                                                      | In casa                                                                    | Risultato                                                                  | Ospiti                                                                     | Competizione                                                               | Reti                                                                       | Note                                                                       |
| -------------------------------------------------------------------------- | -------------------------------------------------------------------------- | -------------------------------------------------------------------------- | -------------------------------------------------------------------------- | -------------------------------------------------------------------------- | -------------------------------------------------------------------------- | -------------------------------------------------------------------------- | -------------------------------------------------------------------------- |
| 23/10/1937                                                                 | Belfast                                                                    | Irlanda del Nord                                                           | 1 – 5                                                                      | Inghilterra                                                                | Amichevole                                                                 | -                                                                          |                                                                            |
| 17/11/1937                                                                 | Middlesbrough                                                              | Inghilterra                                                                | 2 – 1                                                                      | Galles                                                                     | Amichevole                                                                 | -                                                                          |                                                                            |
| 01/12/1937                                                                 | Tottenham                                                                  | Inghilterra                                                                | 5 – 4                                                                      | Cecoslovacchia                                                             | Amichevole                                                                 | -                                                                          |                                                                            |
| 09/04/1938                                                                 | Londra                                                                     | Inghilterra                                                                | 0 – 1                                                                      | Scozia                                                                     | Amichevole                                                                 | -                                                                          |                                                                            |
| 26/05/1938                                                                 | Parigi                                                                     | Francia                                                                    | 2 – 4                                                                      | Inghilterra                                                                | Amichevole                                                                 | -                                                                          |                                                                            |
| 26/10/1938                                                                 | Londra                                                                     | Inghilterra                                                                | 3 – 0                                                                      | World Stars                                                                | Amichevole                                                                 | -                                                                          |                                                                            |
| 09/11/1938                                                                 | Newcastle upon Tyne                                                        | Inghilterra                                                                | 4 – 0                                                                      | Norvegia                                                                   | Amichevole                                                                 | -                                                                          |                                                                            |
| 16/11/1938                                                                 | Manchester                                                                 | Inghilterra                                                                | 7 – 0                                                                      | Irlanda del Nord                                                           | Amichevole                                                                 | -                                                                          |                                                                            |
| 15/04/1939                                                                 | Glasgow                                                                    | Scozia                                                                     | 1 – 2                                                                      | Inghilterra                                                                | Amichevole                                                                 | -                                                                          |                                                                            |
| 13/05/1939                                                                 | Milano                                                                     | Italia                                                                     | 2 – 2                                                                      | Inghilterra                                                                | Amichevole                                                                 | -                                                                          |                                                                            |
| 18/05/1939                                                                 | Belgrado                                                                   | Jugoslavia                                                                 | 2 – 1                                                                      | Inghilterra                                                                | Amichevole                                                                 | -                                                                          |                                                                            |
| 24/05/1939                                                                 | Bucarest                                                                   | Romania                                                                    | 0 – 2                                                                      | Inghilterra                                                                | Amichevole                                                                 | -                                                                          |                                                                            |
| Totale                                                                     |                                                                            | Presenze                                                                   | 12                                                                         |                                                                            | Reti                                                                       | 0                                                                          |                                                                            |

## Palmarès

### Giocatore

#### Competizioni nazionali
- Football League War Cup: 1

Wolverhampton: 1941-1942

### Allenatore

#### Competizioni nazionali
- Campionato inglese: 3

Wolverhampton Wanderers: 1953-1954, 1957-1958, 1958-1959
- Coppa d'Inghilterra: 2

Wolverhampton Wanderers: 1948-1949, 1959-1960
- Community Shield: 4

Wolverhampton Wanderers: 1949 (condiviso con il Portsmouth), 1954 (condiviso con il West Bromwich Albion), 1959, 1960 (condiviso con il Burnley)
- FA Youth Cup: 1

Wolverhampton Wanderers: 1958